# Juan de Barrenechea
Juan de Barrenechea, General de la Armada Española y Contador de Retasas en Lima, Perú. Nacido en Pamplona, Reino de Navarra, fue Corregidor en Huanta, Perú en 1705. También fue profesor suplente de la Cátedra de Matemáticas de la Real Universidad de San Marcos en Lima. En "Relox Astronómico de los movimientos de la tierra" publicada en 1725, y en "Nuevas Observaciones Astronómicas de los movimientos de la Tierra" de 1734, postula modos de pronosticar los terremotos, en particular los que ocurren en Perú.

## Libros
- Relox astronómico de los temblores de la tierra, secreto maravilloso de la naturaleza,Lima,1725.
- Relox astronómico de los temblores de la tierra,2.ª Ed,,Lima,1729.
- Nuevas Observaciones Astronómicas de los temblores de la Tierra,1734

- Datos: Q5953033